# Лерзи
Лерзи́ (фр. Lerzy) — коммуна во Франции, находится в регионе Пикардия. Департамент коммуны — Эна. Входит в состав кантона Вервен. Округ коммуны — Вервен.
Код INSEE коммуны — 02418.

## Население
Население коммуны на 2010 год составляло 219 человек.
| 1962 | 1968 | 1975 | 1982 | 1990 | 1999 | 2010 |
| ---- | ---- | ---- | ---- | ---- | ---- | ---- |
| 303  | 263  | 257  | 220  | 209  | 212  | 219  |

## Экономика
В 2010 году среди 139 человек трудоспособного возраста (15—64 лет) 92 были экономически активными, 47 — неактивными (показатель активности — 66,2 %, в 1999 году было 64,5 %). Из 92 активных жителей работали 84 человека (52 мужчины и 32 женщины), безработных было 8 (3 мужчин и 5 женщин). Среди 47 неактивных 16 человек были учениками или студентами, 11 — пенсионерами, 20 были неактивными по другим причинам.